# Faseprobleem in de röntgendiffractie
Wanneer men met behulp van röntgendiffractie een kristalstructuur wil bepalen meet men de intensiteiten van gediffracteerde bundels. Het is echter niet mogelijk om de fase van elk van de gediffracteerde bundels te meten. Dit noemt men het faseprobleem in de röntgendiffractie. Omdat voor de fouriertransformatie die van de diffractiegolven de elektronendichtheid maakt wel fasen nodig zijn en deze dus niet kunnen worden gemeten moeten ze worden berekend.
Gelukkig zijn niet alle fasen even waarschijnlijk: het is mogelijk om uit de intensiteiten waarschijnlijkheidsverdelingen uit te rekenen voor de fasen. Hierbij wordt impliciet gebruikgemaakt van twee eigenschappen van de elektronendichtheid:
1. De elektronendichtheid is altijd positief.
2. De elektronendichtheid is sterk gepiekt op de plaatsen waar atomen zitten, en veel lager elders.

De tweede eigenschap geldt echter alleen wanneer er voldoende gegevens zijn om de atomen werkelijk los van elkaar kunnen worden gezien: de resolutie van de gegevens moet goed genoeg zijn (typisch beter dan ~1 ångström). Dit is voor lang niet alle kristallen haalbaar: als de kwaliteit van de kristallen niet goed genoeg is, kunnen niet voldoende reflecties worden gemeten. Vooral voor kristallen van eiwitten is dit een beperking.
Methoden die van positiviteit en atomiciteit van de elektronendichtheid gebruikmaken om zonder verdere voorkennis de kristalstructuur te bepalen heten directe methoden. Voorbeelden zijn: 
- Hauptman-matrices, ontwikkeld door Herbert Hauptmann, zijn een techniek om de atomiciteit te gebruiken om relaties tussen fasen van sterke reflecties te vinden.
- Symbolische additie, een techniek die vroeger ook wel met de hand werd gebruikt, legt relaties tussen fasen, en probeert dan keuzes te maken die niet tot inconsistentie leiden. Dit is gebaseerd op atomiciteit.
- De Tangensformule is een formule die de fase van een reflectie uitrekent uit de intensiteiten en fasen van alle andere reflecties. Dit lijkt op het eerste gezicht tot een kip-of-eiprobleem te leiden, maar het blijkt dat wanneer er slechte fasen in de tangensformule worden gestopt, dat er betere fasen uitkomen. Men kan zelfs structuren oplossen door gewoon te beginnen met een paar willekeurig gekozen fasen, en deze een aantal keren te verbeteren door de tangensformule te itereren.
- Shake 'n' bake: ?

Als geen van deze methoden de oplossing biedt, kan nog gebruik worden gemaakt van methoden die niet zijn gebaseerd op de eigenschappen van de elektronendichtheid:
- Moleculaire vervanging: als men weet dat de gezochte structuur lijkt op een andere, al bepaalde structuur, kan de eerder bepaalde structuur worden gebruikt om de oplossing te zoeken. Men schuift en draait eenvoudigweg het gemeenschappelijke deel van de structuur door de eenheidscel totdat een groot deel van de intensiteiten is verklaard.
- Isomorfe vervanging: Door in een structuur een zwaar metaalion in te bouwen zonder dat daarbij de basisvorm van de structuur wordt aangetast, krijgt men 2 sets van intensiteiten. De verschillen in de equivalente intensiteiten beschrijven de posities van het zware atoom. Wanneer die eenmaal zijn gevonden kan de rest van de structuur eenvoudiger worden bepaald.
- Anomale verstrooiing: Als in een chirale structuur een zwaar atoom zit dat anomaal strooit wordt een verschil in intensiteit tussen Bijvoet-paren waargenomen. Aangezien deze verschillen alleen van de zware atomen afkomstig zijn kan de verschil intensiteit worden gebruikt om de zware atomen te plaatsen. Wanneer die eenmaal zijn gevonden kan de rest van de structuur eenvoudiger worden bepaald. Deze techniek heet SAD (Single-wavelength Anomalous Dispersion). Ook is het mogelijk om de verschillen nauwkeuriger te bepalen door het diffractie-experiment een paar keer met röntgenstraling van een andere golflengte te herhalen. Deze techniek heet MAD (Multiple-wavelength Anomalous Dispersion).